# Вакцина против холеры
Вакцины против холеры — средства, направленные на выработку специфического иммунитета против возбудителя холеры. В 85 % случаев их эффективное защитное действие длится в течение первых шести месяцев, а в 50-60 % — в течение первого года после вакцинации Защитное действие снижается почти на 50 % по истечении двух лет. Когда значительная часть населения прошла иммунизацию, остальная неиммунизированная часть населения получает преимущество, связанное с популяционным иммунитетом. Всемирная организация здравоохранения рекомендует проведение вакцинации в сочетании с другими мерами среди лиц с высоким риском. Обычно рекомендуется оральное применение двух или трех доз. В некоторых, но не во всех регионах мира, доступна инъецируемая форма.

## История
Первые вакцины, используемые против холеры, были разработаны в конце 1800-х годов и были первыми широко используемыми вакцинами, разработанными в лаборатории. Вакцины для перорального применения впервые были введены в 1990-е годы.

## Безопасность
Оба[каких?] доступных типа пероральной вакцины, как правило, безопасны. В качестве побочных эффектов, могут вызвать умеренную боль в животе или понос. Применение вакцины безопасно при беременности и у лиц с нарушением иммунной функции. Вакцины лицензированы в более чем 60 странах. С точки зрения затрат, представляется более эффективным проведение вакцинации в тех странах, где распространено это заболевание.

## Некоторые из холерных вакцин
Вакцина против холеры входит в Перечень Всемирной организации здравоохранения основных лекарственных средств как жизненно важное средство, необходимое для организации базовой системы здравоохранения. Стоимость иммунизации против холеры составляет в разных странах от 0,1 до 4,0 долларов США.
В настоящее время (по состоянию на 2018 г.) имеются следующие пероральные холерные вакцины:
- Dukoral (Швеция, 1991 г., син. WC/rBS) — моновалентная убитая цельноклеточная жидкая вакцина. Создана на основе убитых вибрионов серовара О1 серотипов Огава (штамм 569B) и Инаба классического и Эль-тор биоваров с очищенной рекомбинатной B-субъединицей холерного токсина. Вакцинация двухкратная (3-х кратная для детей 2-6 лет), ревакцинация каждые 2 года, для детей 2-5 лет каждые 6 мес. Кратковременно эффективна против токсигенных штаммов E. coli. При приёме требуется запивать буферным раствором приготовленным из шипучих гранул (в комплекте). Аналог в Китае лицензирован как OraVacs и выпускается в капсулах, вакцинация трёхкратная.
- mORC-Vax (Вьетнам, 1997/2009 гг.) — бивалентная убитая цельноклеточная жидкая вакцина, вариант вакцины Dukoral лицензированной во Вьетнаме, первоначально производилась модифицированная вакцина, в котором отсутствовала B-субъединица холерного токсина и не требовался буферный раствор при приёме. В 1992 году в вакцину добавлен серовар О139 (штамм 4260B), а вакцина переименована в ORC-VAX. В 2004 году штамм 569B был заменён на штаммы Инаба Cairo 48 и Огава Cairo 50 с двухкратным повышением содержания действующего вещества и вакцина зарегистрирована во Вьетнаме как mORC-Vax, в Индии производится как Shanchol (с 2009 г.), в Корее производится как Euvichol (с 2015 г.). Вакцинация двухкратная, ревакцинация через 2 года, включая детей от 1 года.
- Vaxchora (США, 2016 г.) — живая аттенуированная (ослабленный микроорганизм) лиофилизированная вакцина. Создана на основе штамма CVD 103-HgR полученного из штамма 569B Инаба путём удаления гена ctxA отвечающего за синтез субъединицы А холерного токсина и внедрением маркера ртути mer в ген hlyA отвечающего за синтез гемолизина. Ранее вакцина лицензированная как Orochol, Orochol E, Mutacol выпускалась в разных странах, но в 2004 году была снята с производства. Вакцинация однократная только взрослых (18-64 лет), при приёме требуется суспендировать буферным раствором приготовленным из порошка (в комплекте). Требует нестандартных условий соблюдения холодовой цепи: -15 ÷ -25 °С.
- Вакцина холерная инактивированная бивалентная химическая таблетированная (Россия, 1992 г.) — смесь холероген-анатоксина с О-антигеном полученных из культур серовара O1 классического биовара штаммов 569В или КМ-76 серотипа Инаба и М-41 серотипа Огава. Вакцинация однократная (с 2 лет) приёмом, в зависимости от возраста 1-3 таблеток с кишечнорастворимой оболочкой. Ревакцинация каждые 6 месяцев.